# Stazione di Venezia Porto Marghera
La stazione di Venezia Porto Marghera è una fermata ferroviaria situata nel tronco ferroviario Venezia Mestre-Venezia Santa Lucia poco prima dell'inizio del ponte translagunare. È ubicata alla progressiva chilometrica 260+191 della ferrovia Milano-Venezia.

## Storia

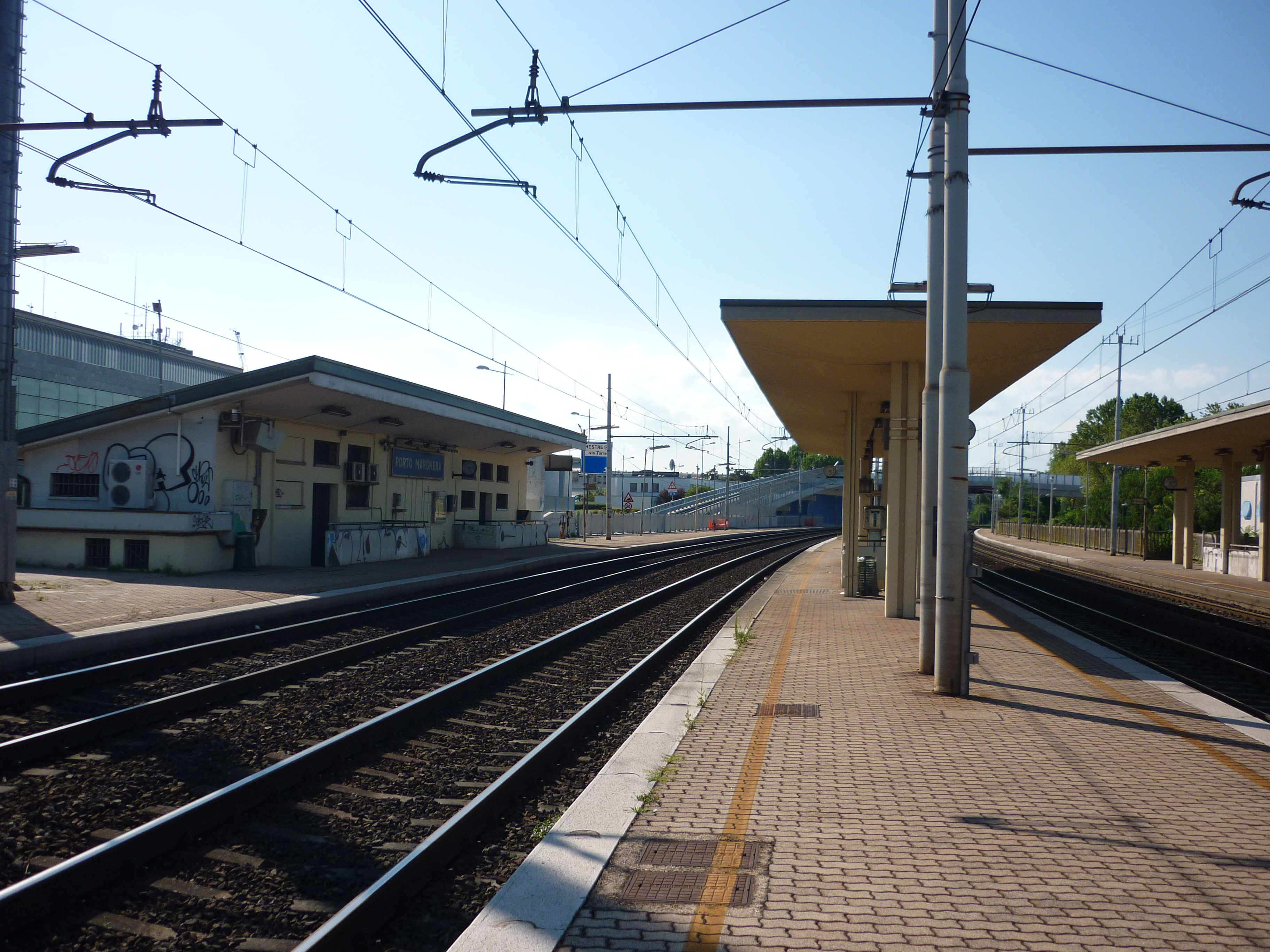
Vista della stazione in direzione Mestre

La prima stazione di Venezia Marghera fu aperta all'esercizio il 13 dicembre 1842 all'indomani dell'inaugurazione della Marghera-Padova, primo tronco della strada ferrata Ferdinandea.
La posizione di quello scalo era provvisoria, tanto che nel gennaio 1844, quando ancora non era stato completato il ponte sulla laguna, fu spostata a San Giuliano.
Il 4 dicembre 2017 sono iniziati i lavori per un totale ammodernamento della struttura, con l'abbattimento delle barriere architettoniche tramite ascensori e il livellamento del sottopassaggio, il rifacimento e rinnovamento totale delle coperture. Al termine dei lavori la stazione sarà adeguata alle altre fermate delle rete locale Veneta come la stazione di Venezia-Mestre Ospedale.

## Strutture e impianti

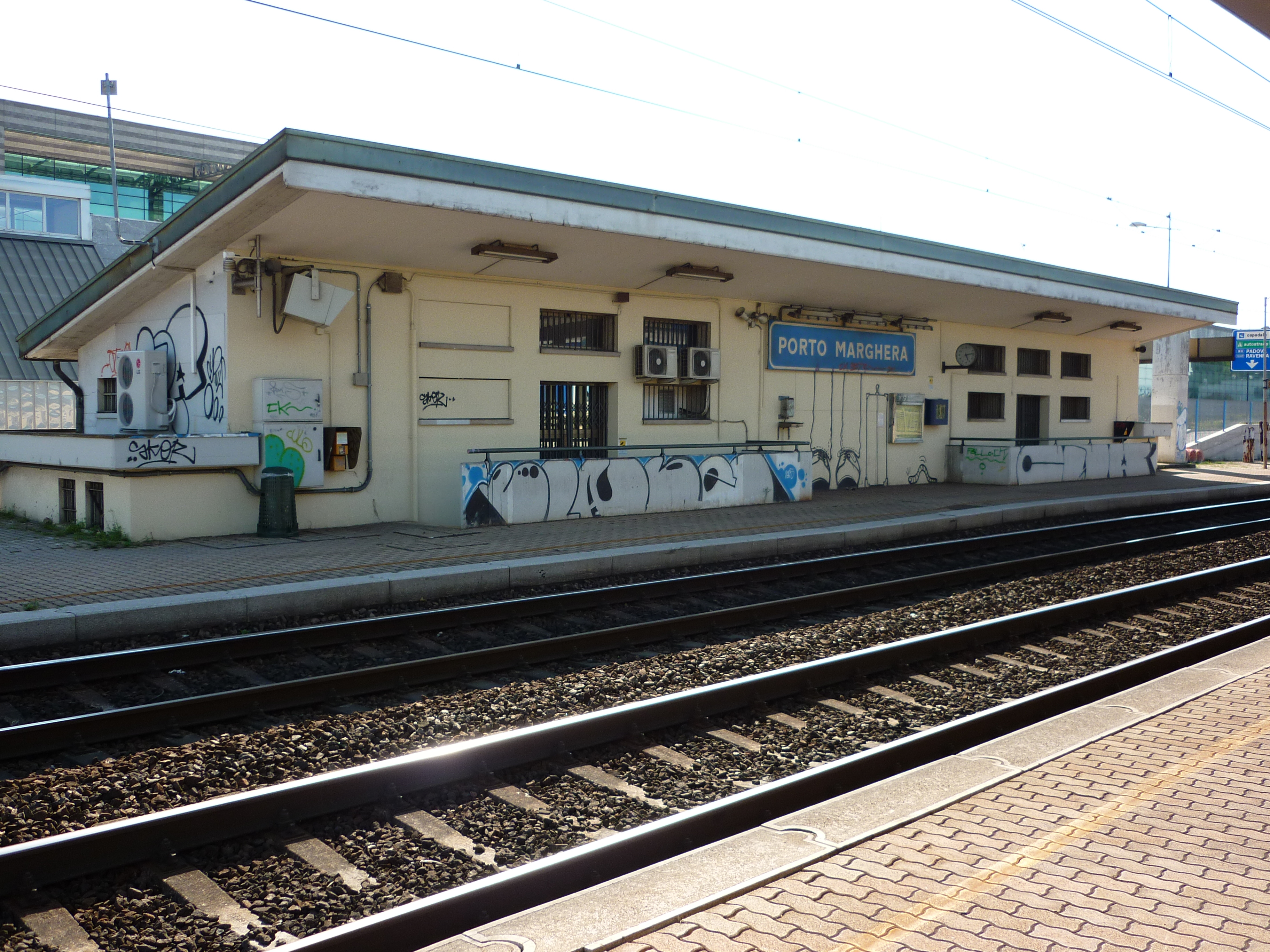
Vista del fabbricato

L'impianto, gestito da Rete Ferroviaria Italiana,dispone di un fascio binari composto da quattro binari di corsa, il cui accesso all'utenza è garantito da un sottopasso.
L'impianto è dotato di quattro accessi pedonali posti in via Paganello e via della Libertà.

## Movimento
La fermata è servita da treni regionali svolti da Trenitalia nell'ambito del contratto di servizio stipulato con la Regione Veneto.

## Nella cultura di massa
Nel film del 2003 La meglio gioventù, nelle scene dell'estate 1966 Nicola, Matteo e Giorgia fanno scalo a Venezia Porto Marghera. Nel bar della stazione si vedrà la famosa scena con la canzone "A chi" di Fausto Leali, che poi sarà ritratta nella copertina del film. Sempre qui Giorgia verrà catturata dalla polizia e riportata in istituto.
Sebbene nelle scene venga inquadrata la targa della stazione, essa non è la vera stazione di Porto Marghera ma un'altra ben più grande.